# Darryl Jones

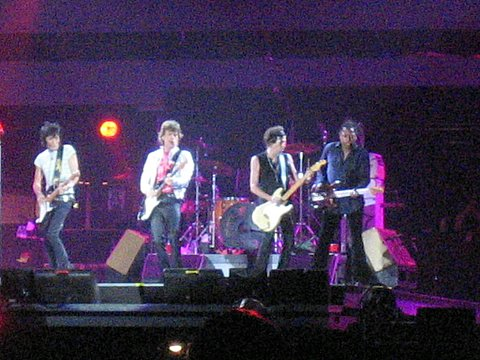
Darryl Jones met The Rolling Stones (rechts)

Darryl Jones (Chicago, 11 december 1961), ook bekend als The Munch, is een Amerikaans jazz- en rockbassist. Hij is vooral bekend geworden als basgitarist van de Engelse rockband The Rolling Stones, ook al is hij geen officieel lid. Hij speelt bij de band sinds het vertrek van Bill Wyman, in 1992. Hij is goed bevriend met Keith Richards.
Hij speelde ook met onder anderen Sting, Andy Summers, Peter Gabriel, Madonna, Miles Davis en Eric Clapton.